# Hyperstrotia ochreipuncta
Hyperstrotia ochreipuncta là một loài bướm đêm trong họ Noctuidae.